# Xerobion eriosomatinum
Xerobion eriosomatinum är en insektsart. Xerobion eriosomatinum ingår i släktet Xerobion och familjen långrörsbladlöss. Inga underarter finns listade i Catalogue of Life.